# Memorial Tournament
Le Memorial Tournament est un tournoi de golf figurant au programme du PGA Tour est très associé à Jack Nicklaus.
Celui-ci a créé le site de Muirfield Village qui abrite deux parcours, un « country club », tennis et piscines. Une statue, le représentant enseignant le golf à un enfant, est érigée sur le site.
Le parcours sur lequel se déroule le tournoi a été dessiné par Nicklaus.

## Palmarès
| année | Vainqueur         | Nationalité    | Score      |
| ----- | ----------------- | -------------- | ---------- |
| 1976  | Roger Maltbie     | États-Unis     | 288 (E)    |
| 1977  | Jack Nicklaus     | États-Unis     | 281 (-7)   |
| 1978  | Jim Simons        | États-Unis     | 284 (-4)   |
| 1979  | Tom Watson        | États-Unis     | 285 (-3)   |
| 1980  | David Graham      | Australie      | 280 (-8)   |
| 1981  | Keith Fergus      | États-Unis     | 284 (-4)   |
| 1982  | Raymond Floyd     | États-Unis     | 281 (-7)   |
| 1983  | Hale Irwin        | États-Unis     | 281 (-7)   |
| 1984  | Jack Nicklaus     | États-Unis     | 280 (-8)   |
| 1985  | Hale Irwin        | États-Unis     | 281 (-7)   |
| 1986  | Hal Sutton        | États-Unis     | 271 (-17)  |
| 1987  | Don Pooley        | États-Unis     | 272 (-16)  |
| 1988  | Curtis Strange    | États-Unis     | 274 (-14)  |
| 1989  | Bob Tway          | États-Unis     | 277 (-11)  |
| 1990  | Greg Norman       | Australie      | 216* (E)   |
| 1991  | Kenny Perry       | États-Unis     | 273 (-15)  |
| 1992  | David Edwards     | États-Unis     | 273 (-15)  |
| 1993  | Paul Azinger      | États-Unis     | 274 (-14)  |
| 1994  | Tom Lehman        | États-Unis     | 268 (-20)  |
| 1995  | Greg Norman       | Australie      | 269 (-19)  |
| 1996  | Tom Watson        | États-Unis     | 274 (-14)  |
| 1997  | Vijay Singh       | Fidji          | 202* (-14) |
| 1998  | Fred Couples      | États-Unis     | 271 (-17)  |
| 1999  | Tiger Woods       | États-Unis     | 273 (-15)  |
| 2000  | Tiger Woods       | États-Unis     | 269 (-19)  |
| 2001  | Tiger Woods       | États-Unis     | 271 (-17)  |
| 2002  | Jim Furyk         | États-Unis     | 274 (-14)  |
| 2003  | Kenny Perry       | États-Unis     | 275 (-11)  |
| 2004  | Ernie Els         | Afrique du Sud | 270 (-18)  |
| 2005  | Bart Bryant       | États-Unis     | 272 (-16)  |
| 2006  | Carl Pettersson   | Suède          | 276 (-12)  |
| 2007  | K.J. Choi         | Corée du Sud   | 271 (-17)  |
| 2008  | Kenny Perry       | États-Unis     | 280 (-8)   |
| 2009  | Tiger Woods       | États-Unis     | 276 (-12)  |
| 2010  | Justin Rose       | Angleterre     | 270 (-18)  |
| 2011  | Steve Stricker    | États-Unis     | 272 (-16)  |
| 2012  | Tiger Woods       | États-Unis     | 279 (-9)   |
| 2013  | Matt Kuchar       | États-Unis     | 276 (-12)  |
| 2014  | Hideki Matsuyama  | Japon          | 275 (-13)  |
| 2015  | David Lingmerth   | Suède          | 273 (-15)  |
| 2016  | William McGirt    | États-Unis     | 273 (-15)  |
| 2017  | Jason Dufner      | États-Unis     | 275 (-13)  |
| 2018  | Bryson DeChambeau | États-Unis     | 273 (-15)  |
| 2019  | Patrick Cantlay   | États-Unis     | 269 (-19)  |
| 2020  | Jon Rahm          | Espagne        | 279 (-9)   |
| 2021  | Patrick Cantlay   | États-Unis     | 275 (-13)  |
| 2022  | Billy Horschel    | États-Unis     | 275 (-13)  |
| 2023  | Viktor Hovland    | Danemark       | 281 (-7)   |
| 2024  | Scottie Scheffler | États-Unis     | 280 (-8)   |

* : Tournois disputés sur trois tours